# Chitose (Schiff, 1938)
Die Chitose (japanisch 千歳) war ein Leichter Flugzeugträger der Kaiserlich Japanischen Marine während des Zweiten Weltkriegs.
Zuerst als Seeflugzeugträger in der Marinewerft in Kure auf Kiel gelegt, unterstützte sie die Aufklärungs-Wasserflugzeuge Kawanishi E7K Typ 94 „Alf“ und die Nakajima E8N Typ 95 „Dave“. Es wird auch spekuliert, dass die Chitose Typ-A-Kleinst-U-Boote mitführte, da ihr Schwesterschiff, die Chiyoda, dafür ausgelegt war. Die Chitose wurde bei verschiedenen Operationen eingesetzt. So nahm sie an der Schlacht um Midway teil, ohne aber einen Kampfeinsatz zu haben. Sie wurde am 4. Januar 1942 vor Davao auf den Philippinen schwer beschädigt und deckte die japanischen Landungsoperationen auf den Ostindischen Inseln und den Gilbertinseln im Januar 1942. Im August 1942 wurde sie in der Schlacht bei den Ost-Salomonen beschädigt. Als Seeflugzeugträger verfügte das Schiff über bis zu 24 Bordflugzeuge und vier Katapulte.

## Umbau

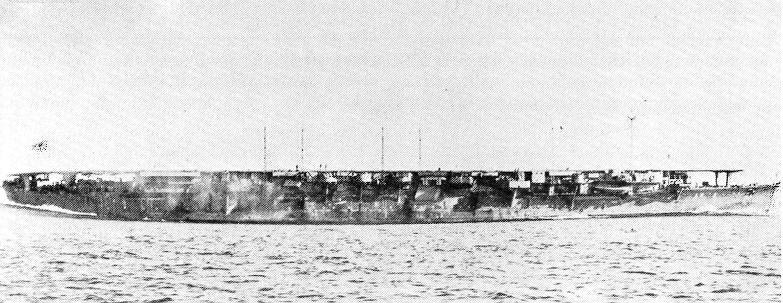
Chitose nach dem Umbau als Leichter Flugzeugträger (1944)

Zum Ausgleich der Kriegsverluste von Flugzeugträgern wurde die Chitose in der Marinewerft Sasebo zu einem Leichten Träger mit 30 Flugzeugen umgebaut. Der Umbau begann am 26. Januar 1943 und am 1. November 1943 wurde die Chitose wieder in Dienst gestellt und am 1. Januar 1944 der Trägergruppe 3 zugeteilt.

## Untergang
Sowohl die Chitose als auch ihr Schwesterschiff Chiyoda wurden während der See- und Luftschlacht im Golf von Leyte versenkt. Gemäß dem Plan für die Operation Shō-gō wurden beide Träger ihrer Flugzeuge entledigt und erfolgreich als Köder eingesetzt, um die amerikanische Flotte von den Landungspunkten auf den Philippinen wegzulocken. Die Chitose wurde während des ersten Luftangriffs von Flugzeugen des Flugzeugträgers Essex der Task Force 38 vor Kap Engaño durch Torpedotreffer versenkt. Der Leichte Kreuzer Isuzu und der Zerstörer Shimotsuki konnten 501 Überlebende retten.

## Kommandanten
| Name                                                | Dienstantritt         |
| Als Seeflugzeugträger                               | Als Seeflugzeugträger |
| --------------------------------------------------- | --------------------- |
| Oberster Ausrüstungsoffizier (艤装員長, gisō inchō) |                       |
| Kpt. Ikeuchi Masamichi (池内 正方)                  | 1. März 1937          |
| Kommandant (艦長, kanchō)                           |                       |
| Kpt. Ikeuchi Masamichi (池内 正方)                  | 25. Juli 1938         |
| Kpt. Mizui Seiji (水井 静治)                        | 15. Dezember 1938     |
| Kpt. Nishida Masao (西田 正雄)                      | 15. November 1939     |
| Kpt. Notomo Tameki (野元 為輝)                      | 3. Juni 1940          |
| Kpt. Tanaka Raizō (田中 頼三) (kommissarisch)       | 15. Oktober 1940      |
| Kpt. Yamamoto Chikao (山本 親雄)                    | 15. November 1940     |
| Kpt. Furukawa Tamotsu (古川 保)                     | 20. August 1941       |
| Kpt. Sasaki Seigo (佐々木 静吾)                     | 25. November 1942     |
| Als Leichter Flugzeugträger                         |                       |
| Kpt. Sasaki Seigo (佐々木 静吾)                     | 26. Januar 1943       |
| Kpt. Araki Tsutau (荒木 伝)                         | 14. April 1943        |
| Kpt. Kobara Yoshio (小原 義雄)                      | 1. Juli 1943          |
| Kpt. Miura Yoshio (三浦 艦三)                       | 4. August 1943        |
| Kpt. Kishi Yoshiyuki (岸 良幸)                      | 7. April 1944         |